# Гринвіцький меридіан

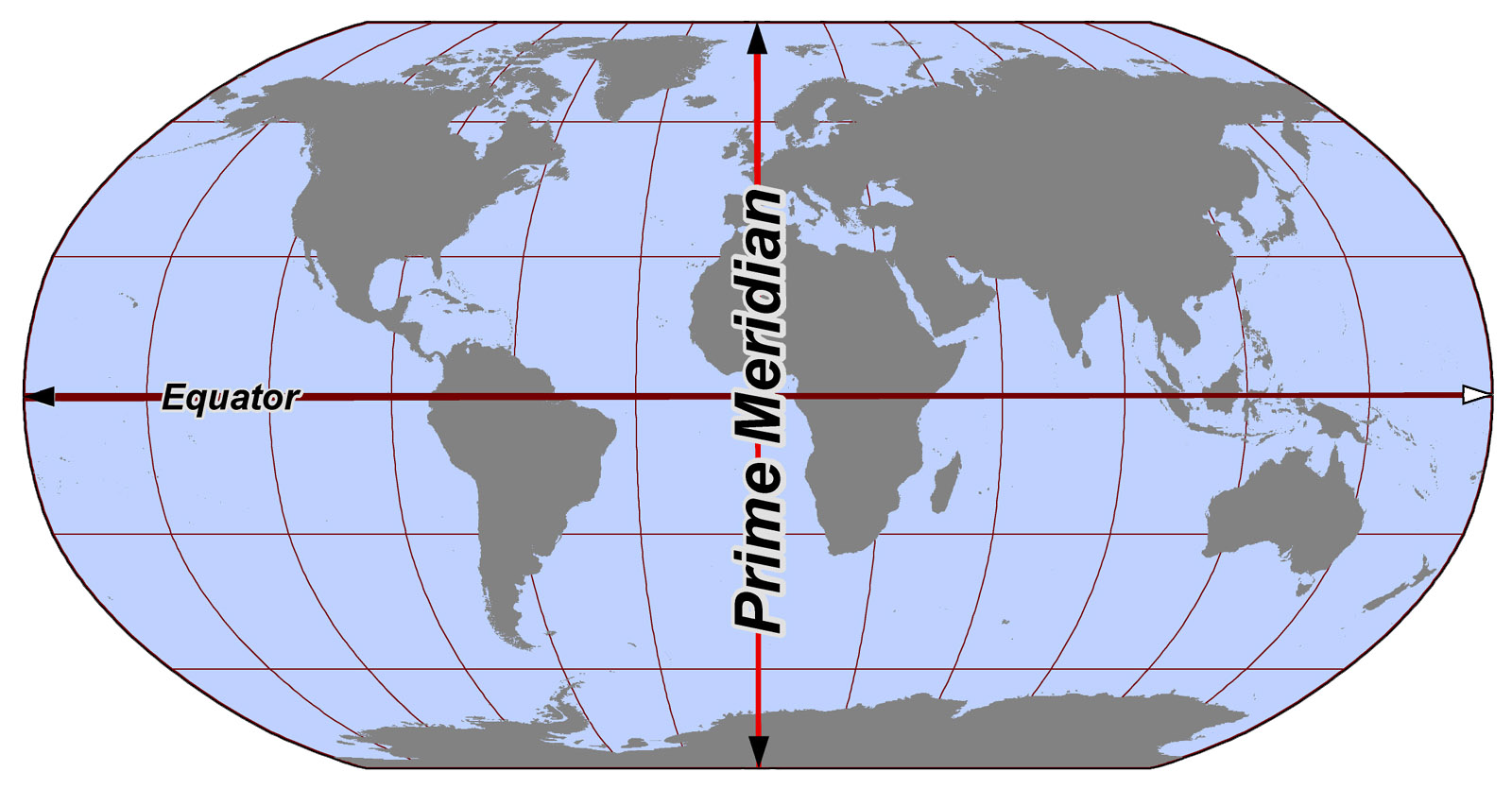
Місце розташування Грінвіцького меридіану на карті.

Гринвіцький меридіан (англ. prime meridian) — географічний меридіан, який проходить через Гринвіцьку обсерваторію в Англії. Згідно з міжнародною нормою при відліку географічної довготи, Гринвіцький меридіан заведено вважати початковим (нульовим): від нього відраховують довготи від 0° до 360° в напрямі з заходу на схід або в обидва боки від 0° до 180° з припискою «східна довгота» (знак плюс) чи «західна довгота» (знак мінус).

## Історія

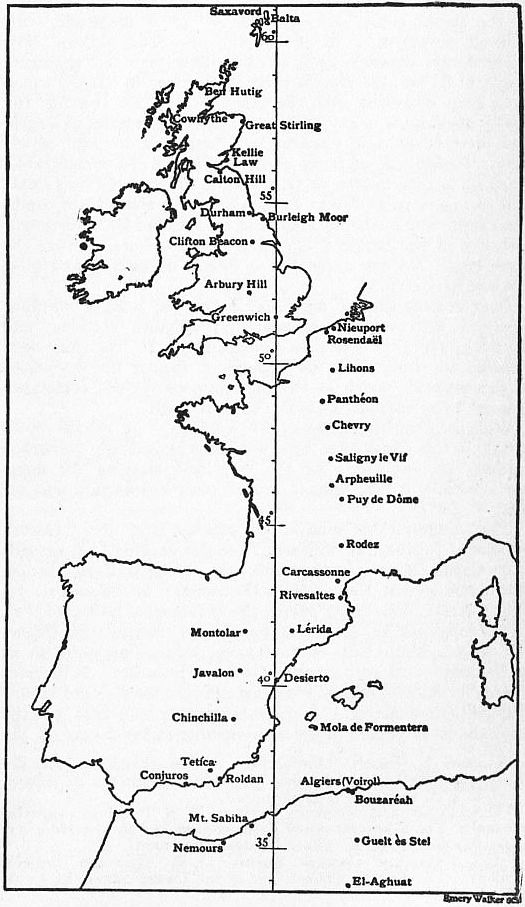
Лінія посередині карти — Гринвіцький меридіан

До встановлення спільного меридіана більшість морських країн встановлювали свої власні початкові меридіани, які зазвичай проходили через відповідну країну. У 1721 році Велика Британія встановила свій власний меридіан, що проходив через транзитне коло в новоствореній Королівській обсерваторії в Гринвічі. Меридіан був переміщений приблизно на 10 метрів на схід в міру того, як будувались нові транзитні кола поруч із існуючими, щоразу з новішими та кращими інструментами. Остаточно початковий меридіан був встановлений як уявна лінія від північного полюса до південного полюса, що проходить через транзитне коло Ейрі. У 1851 році він став меридіаном Сполученого Королівства. Для всіх тогочасних практичних цілей ці початкові переміщення меридіана залишилися непоміченими.

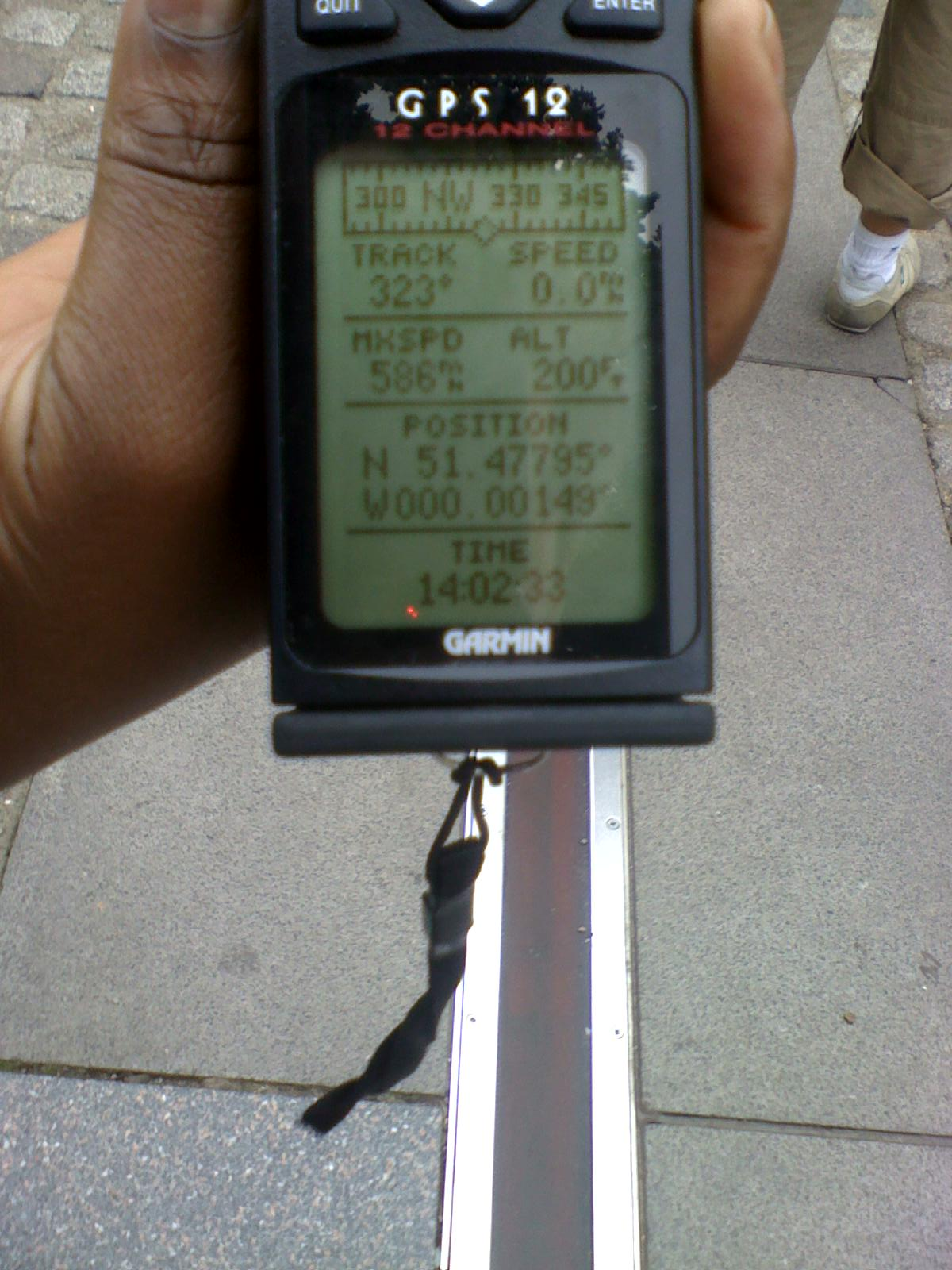
Приймач GPS на відмітці Грінвіцького меридіана. Довгота не дорівнює точно нулю, оскільки вимірюваний GPS геодезичний нульовий меридіан на геоцентричному референц-еліпсоїді знаходиться на 102 метри на схід від цієї відмітки.

У 1884 році у Вашингтоні відбулася Міжнародна меридіанна конференція, на якій було встановлено міжнародно визнаний єдиний меридіан. Ним став меридіан, який проходив через транзитне коло Ейрі в Гринвічі.

## Сьогодення

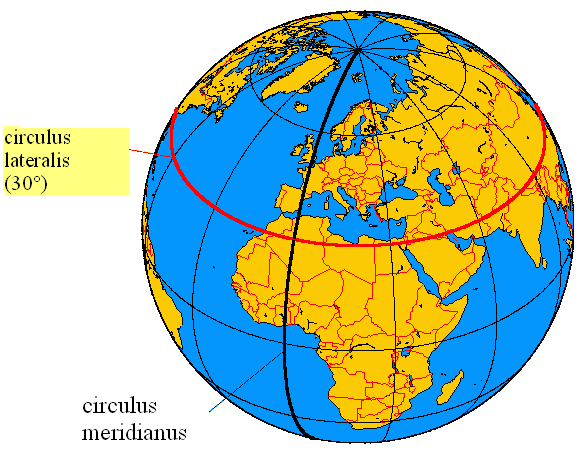
Гринвіцький меридіан на політичній карті

Гринвіцький меридіан проходить через вісім країн з півночі на південь:
- Велика Британія (точніше, лише Англія)
- Франція
- Іспанія
- Алжир
- Малі
- Буркіна Фасо
- Того
- Гана

Він також проходить через Антарктиду (торкаючись Землі Королеви Мод, територіальної претензії Норвегії).
Він перетинає морські виключні економічні зони:
- Гренландія (Данія)
- Норвегія (через близькість до Шпіцбергена, острова Ян-Майєн і материкової частини Норвегії в Північній Атлантиці та острова Буве в Південній Атлантиці)

## Інтернет-ресурси
- "Where the Earth's surface begins—and ends" [Архівовано 2 травня 2016 у Wayback Machine.], Popular Mechanics, December 1930
- A pictorial catalogue of meridian markers